# Theresa (Wisconsin)
Theresa – miasto w Stanach Zjednoczonych, w stanie Wisconsin, w hrabstwie Dodge.